# كانساي ياماموتو
كانساي ياماموتو (1944 - 2020)، هو مصمم أزياء ياباني مشهور. يعتبر أحد رواد الموضة في اليابان والمعروف بتعاونه مع ديفيد بووي. وتتميز تصميمات ياماموتو بالمزج بين عناصر شرقية تقليدية (مستوحى بدرجة كبيرة من مسرح الكابوكي الياباني) وطابع غريب ورائد في الوقت نفسه.
ولد ياماموتو يوم 8 فبراير 1944 في مدينة يوكوهاما الواقعة جنوب طوكيو، لكنه نشأ في مدينة جيفو بوسط غرب البلاد. درس الهندسة المدنية واللغة الإنجليزية في جامعة نيهون في العاصمة وكان تلميذا لمصممين مشهورين مثل جونكو كوشينو. وفي 1971، في سن الـ27، أصبح أول ياباني يقدم عرض أزياء في لندن، وخلال 1975 ظهرت أعماله لأول مرة في باريس.
وتعاظمت شهرة المصمم على المستوى الدولي بعد أن أصبح صديقا لديفيد بووي، الذي صمم له بعض ملابسه الأكثر شهرة خلال جولاته في سبعينيات القرن العشرين، ما جلب له شعبية كبيرة. كما صمم أزياء لفنانين آخرين مثل إلتون جون و ستيفي وندر. واستمر الياباني في العمل حتى تم تشخيص إصابته بسرطان الدم الحاد في فبراير 2020 وتم نقله على إثر ذلك إلى مستشفى.

## وفاته
توفي يوم 21 يوليو 2020 عن 76 عاماً، جرّاء إصابته بسرطان الدم، على ما أعلنت ابنته، الفنانة ميراي ياماموتو عبر إنستغرام يوم الإثنين.27 يوليو 2020